# Stanisław Poraj-Pstrokoński
Stanislas Poraj-Pstrokoński, né le 30 mars 1871 à Kalisz et mort le 27 août 1954 à Lumigny-Nesles-Ormeaux, est un peintre polonais.

## Biographie
Stanisław Kwiryn Poraj-Pstrokoński est le fils de Maksymilian-Franciszek Poraj-Pstrokoński (1827-1910) et de Magdalena Karolina Bogusławska (1837-1916). Son frère Kazimierz Pstrokoński est un industriel et officier consulaire polonais.
Il étudie auprès de Wojciech Gerson.
Entre 1892 et 1896, il voyage en Italie, principalement à Rome où il peint plusieurs paysages avec des ruines antiques et réalise plusieurs études qui lui serviront à son retour en Pologne.
En 1898, il arrive à Paris et étudie auprès de Raphaël Collin. Il intègre la société des artistes polonais. 
En 1902, il reconnait l'enfant né en 1899 de Joséphine Alexandra Losakiewicz (1872-1966), artiste peintre.
Il voyage à Cracovie où il fait la connaissance du critique et collectionneur Feliks Jasieński, et à Oblęgorek où il rencontre Henryk Sienkiewicz.
Il séjourne de nouveau à Rome et probablement en Sicile.
En 1908, il épouse Zofia Abdank-Abakanowicz (1883 Paris - 1943 Auschwitz). Le mariage sera dissout par le divorce en 1931.
Durant la Première Guerre mondiale, il prend un court service dans l'armée, puis s'installe à Lausanne.
Il agrémente de dessins le livre de Chansons populaires de la Pologne d'Henryk Opieński.
Il passe l'entre-deux-guerres en Bretagne et se pose aux Ormeaux où il meurt à l'âge de 83 ans.